# Kurt Hoppe (Politiker, 1919)
Kurt Hoppe (* 25. Oktober 1919 in Hohenstein-Ernstthal; † 13. Februar 1988 in Sande (Friesland)) war ein deutscher Politiker (SPD) und Mitglied des Niedersächsischen Landtages.
Nach Ende der Volksschule besuchte Hoppe zunächst eine Textilfachschule und erhielt eine Ausbildung in der Textilindustrie, mit teilweise kaufmännischer Ausrichtung. In den Jahren 1940 bis 1943 diente er in der Kriegsmarine und geriet von 1943 bis 1946 in amerikanische Kriegsgefangenschaft. Nach seiner Freilassung übte er zunächst bis 1947 handwerkliche Tätigkeiten aus, wurde anschließend freier Mitarbeiter von Tageszeitungen und trat schließlich 1952 in den Postdienst ein, wo er später beamtet wurde.
Hoppe hatte in der SPD diverse Ämter inne und engagierte sich ehrenamtlich in Verbänden und Organisationen. Im Rat der Gemeinde Schortens in Friesland wurde er Beigeordneter. Vom 6. Juni 1967 bis 20. Juni 1974 war er Mitglied des Niedersächsischen Landtages (6. und 7. Wahlperiode).
Hoppe war verheiratet und hatte fünf Kinder. 